# Ayla (2017)
Ayla (internationaler Titel: Ayla: The Daughter of War) ist ein türkisches und koreanisches Filmdrama von Can Ulkay aus dem Jahr 2017. Der Film beruht auf wahren Begebenheiten. Ayla wurde als türkischer Beitrag für den besten fremdsprachigen Film für die Oscarverleihung 2018 ausgewählt, aber nicht nominiert.

## Handlung
Als Reaktion auf einen Hilferuf der Vereinten Nationen, weil Nordkorea im Zuge des Koreakriegs in Südkorea einmarschierte, entsendet die Türkei eine Brigade ihrer Streitkräfte nach Südkorea. Sergeant Süleyman, einer der Soldaten der entsandten Brigade, findet ein kleines Mädchen, dessen Eltern dem Krieg zum Opfer fielen. Er gibt ihr den Namen Ayla, weil er sie nachts im Mondlicht auffand. 15 Monate lang kümmert sich Süleyman um Ayla. Schließlich wird er zurück in die Türkei beordert. Er versucht dann, weil ihm die Mitnahme von Ayla untersagt wird, sie aus Korea zu schmuggeln, muss dieses Vorhaben aber aufgrund mangelnder Erfolgsaussichten abbrechen und kehrt alleine zurück in seine Heimat.

## Hintergrund und Produktion
Ayla basiert auf der gemeinsamen Geschichte von Kim Eun-ja und Süleyman Dilbirliği (1926–2017). Deren erstmalige Wiedervereinigung, nach rund 60 Jahren im Jahr 2010, wurde von Journalisten des südkoreanischen Rundfunksenders MBC begleitet. Die daraus entstandene Dokumentation wurde unter dem Namen Kore Ayla veröffentlicht. In der Folge entstand die Absicht einer Verfilmung. Die darauf folgenden Dreharbeiten begannen im November 2016 in der Türkei und wurden im Juni 2017 in Südkorea abgeschlossen. Die Filmproduktion wurde von der Turkish Airlines und dem türkischen Ministerium für Kultur und Tourismus finanziell unterstützt.
Der Soundtrack zum Film stammt von der türkischen Musikband Oceans of Noise.

## Einspielergebnis und Auszeichnungen
Das Filmdrama spielte in der Türkei umgerechnet etwa 13 Millionen US-Dollar ein und gewann, ebenfalls in der Türkei, mehrere Auszeichnungen in verschiedenen Kategorien.